# Чорний обеліск (роман)
«Чорний обеліск» (нім. Der schwarze Obelisk) — роман німецького письменника Еріха Марія Ремарка, опублікований в 1956 році.
Українською роман переклав Євген Попович («Дніпро», 1986).

## Сюжет
У романі відображено події з життя самого Ремарка. Після демобілізації 1921 року майбутній письменник працював комівояжером з продажу надгробків у гранильній майстерні братів Фоґт у рідному місті Оснабрюці. Як і герой роману, Ремарк грав на органі в каплиці при міській лікарні, щоб отримувати безкоштовний обід, і спостерігав за життям хворих у психіатричному відділі. 1922 Ремарк поїхав з Оснабрюка, отримавши посаду журналіста в гановерській газеті «Ехо Континенталь».

## Персонажі
Людовіг Бодмер — головний персонаж роману, який працює в конторі з продажу пам'ятників. Брав участь у Першій світовій війні.

Георг Кроль — під час Першої світової війни служив разом з Людовігом. Тепер працює з ним в одній конторі.

Генріх Кроль — брат Георга і лютий націоналіст. Працює в конторі разом з своїм братом і Людовігом.

## Цитати з роману
- Смерть однієї людини — це смерть; смерть двох мільйонів — лише статистика. (Людовіг Бодмер)
- Те, чого немає, завжди здається кращим за те, що в тебе є. В цьому полягає романтика й ідіотизм людського життя. (Георг Кроль)
- Це була смерть. І ця сама смерть дивилась інколи на мене із згаслих очей божевільних, жива смерть, ще незбагненніша й загадковіша, як та — тиха. (Людовіг Бодмер)
- Кожна жінка бреше. А коли не бреше, то чого вона варта? (Рене де ля Тур)
- Коли б усі стали щасливі, їм більше не треба було б бога. Бог існує тільки для того, щоб люди були нещасні. Тоді його треба і йому моляться. Тому він і робить людей нещасними.
- Кохання — справа почуття, а не моралі. А почуття не знає зради. Воно росте, зникає або міняється — де ж тут зрада? Почуття — не угода.
- Дивно, однак якби родичі багатьох покійників піклувалися про них за життя хоч на половину так, як піклуються тоді, коли це вже ні до чого, ті радо відмовилися б від найдорожчого склепу — але така вже людська вдача: ми цінуємо по-справжньому тільки те, чого не маємо. (Людовіг Бодмер)
- Наша хиба в тому, що ми ні по-справжньому дурні, ні по-справжньому розумні. Десь посередині, як мавпи між гілками. Це нас стомлює і часом засмучує. Кожен повинен знати, до якої категорії він належить. (Людовіг Бодмер)
- Гроші — ілюзія; кожен це знає, але багато хто все ще не може у це повірити. (Людовіг Бодмер)
- Людина, власне, не тільки вічно бреше, а й вічно вірить; вона вірить у добро, красу й довершеність, навіть якщо їх зовсім немає, або є лише натяк на них — і це ще одна причина того, що читання оголошень втішає мене і робить оптимістом. (Людовіг Бодмер)
- Хто із нас Хтось? І хто з нас Я? Той, що стоїть там, чи інший, з плоті й крові, перед дзеркалом? Чи ще хтось третій, який стоїть за обома нами? (Людовіг Бодмер)
- Багатство й чесність укупі не бувають, хлопче! Тепер ні! Та, мабуть, і раніш не бували. (Рене де ля Тур)
- Смерть — це шлях до вічного життя. (Боденік)
- Тільки ідіоти завжди кажуть, що вони не ідіоти. А їм заперечувати безглуздо.
- Обіцянка неба й залякування пеклом, гра на найпростіших емоціях - що вона має спільного з правдою, ця фата моргана нашого мозку?

## Переклади українською
Хронологічний список українських перекладів творів Еріха Марії Ремарка.
- Еріх Марія Ремарк. Чорний обеліск. (Історія запізнілої юності). Переклад з німецької: Євген Попович. Київ: журнал "Всесвіт", №5 (стор 114–122), №6 (64–104), №7 (? стор.), №*8 (? стор.) за 1960 рік[2]
  - (передрук) Еріх Марія Ремарк. Чорний обеліск. (Історія запізнілої юності). Переклад з німецької: Євген Попович; післямова: Дмитро Затонський. Київ: Радянський письменник, 1961 . 366 стор.
- Еріх Марія Ремарк. Твори в 2-х томах. Київ: «Дніпро», 1986. Передмова: Дмитро Затонський. 573 стор. (Т. 1), 768 стор. (Т. 2)
  - На Західному фронті без змін (Т. 1). Переклад з німецької: Катерина Гловацька
  - Три товариші (Т. 1). Переклад з німецької: Микола Дятленко та Аркадій Плют
  - Тріумфальна арка (Т. 2). Переклад з німецької: Євген Попович
  - Чорний обеліск (Т. 2). Переклад з німецької: Євген Попович
- Еріх Марія Ремарк. «Чорний обеліск. Тріумфальна арка. Ніч у Лісабоні». Переклад з німецької: Євген Попович, Юрій Микола Дятленко, Аркадій Плют; Ілюстрація палітурки: RomaN; малюнки: Олександр Семякін. Харків: КСД. 2015, 912 стор. ISBN 978-966-148-323-0 (палітурка), ISBN 978-966-14-8612-5 (ebook)
  - «Чорний обеліск». Переклад з німецької: Євген Попович
  - «Тріумфальна арка». Переклад з німецької: Євген Попович
  - «Ніч у Лісабоні». Переклад з німецької: Микола Дятленко та Аркадій Плют